# Euptychium cuspidatum
Euptychium cuspidatum är en bladmossart som beskrevs av Mitten in F. Müller 1881. Euptychium cuspidatum ingår i släktet Euptychium och familjen Pterobryaceae. Inga underarter finns listade i Catalogue of Life.